# Läyliäinen

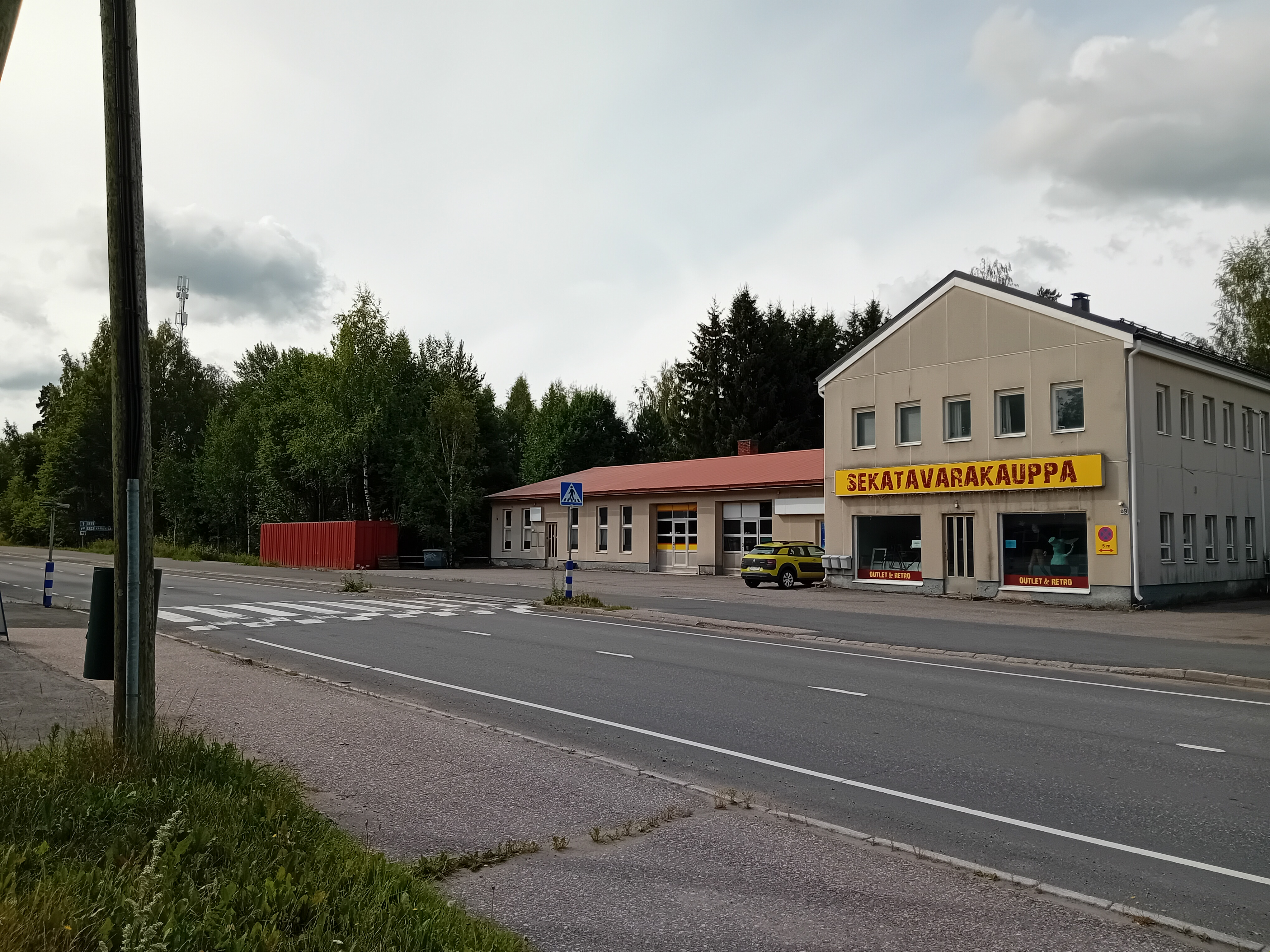
Gemischtwarenladen (Sekatavarakauppa) in Läyliäinen

Läyliäinen ist ein finnisches Dorf in der Gemeinde Loppi. Im Jahr 2017 hatte es 872 Einwohner.
Das Dorfzentrum war früher als Talvio bekannt und liegt etwa 55 Kilometer nördlich von Helsinki. Die 1912 erbaute Hyvinkää-Karkkila-Eisenbahn verlegte das Zentrum des Dorfes an seinen heutigen Standort. Die Lage des alten Bahnhofs und des Wasserbeckens ähnelt noch immer der Geschichte des Dorfes, obwohl die Strecke bereits 1967 zerstört wurde. Der Name Talvio wurde von den Adressen entfernt und das gesamte Gebiet wurde „Läyliäinen“ genannt.
Das Dorf war in den 1950er Jahren das goldene Zeitalter der Eisenbahn. Es hatte über 1500 Einwohner und zwei Banken, vier Läden, eine Milch-, eine Möbel- und Lederfabrik, ein Kino und ein Gästehaus.